# روبرت دبليو. سويت
روبرت دبليو. سويت (بالإنجليزية: Robert W. Sweet)‏ هو قاضي ومحامي أمريكي، ولد في 15 أكتوبر 1922 في يونكيرس في الولايات المتحدة، وتوفي في 24 مارس 2019 في كيتشوم في الولايات المتحدة بسبب ذات الرئة.